# Volkswagen New Beetle
Volkswagen New Beetle — компактный автомобиль немецкой компании Volkswagen. New Beetle выпускался с 1998 по 2010 год. Внешний вид и название является отсылкой к Volkswagen Käfer, однако, в отличие от классического Käfer, у New Beetle двигатель расположен спереди, а багажник сзади. Также является переднеприводным.

## Описание

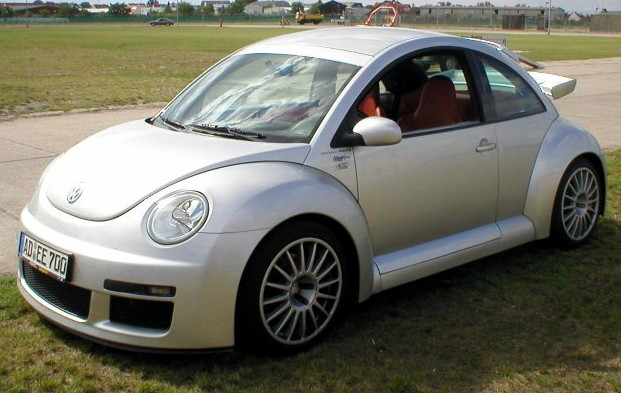
Volkswagen New Beetle RSi 2001-2003 годы

New Beetle является одноплатформенной моделью с VW Golf mk IV, VW Bora, Skoda Octavia A4 и Audi A3. Изначально автомобиль предназначался для внутреннего Североамериканского рынка (начало выпуска — весна 1998 года, маркировка 1с), но потом появилась модификация и для остальных стран (9с), как правило, для Европы. Гамма двигателей для обновлённого Beetle была не слишком широкой: бензиновый 2.0 115 л. с. 8V (AEG для Америки и AQY — для Европы) и 1.9 TDI. Чуть позднее появилась модификация с популярным турбированным фольксвагеновским двигателем 1.8Т (в Европу почти не поставлялись). Несколько позже появились версии с 1.4, 1.6, 1.8, 2.5 литровыми двигателями. Отличия американской версии от европейской — наличие габаритных огней по бокам заднего бампера, квадратная ниша под номерной знак, в большинстве случаев в передних повортниках были встроены и габаритные огни, приборная панель нумеровалась в милях (большими цифрами) и километрах одновременно и нередко отсутствием задних ПТФ. Также существовали версии для японского рынка (в том числе и с правым рулём), отличающиеся наличием габаритов в заднем бампере, зеркальным (по сравнению с европейскими моделями) расположением фонарей заднего хода и противотуманного, однако передние габаритные огни были как у европейцев встроены в фары головного света. Независимо от модификации, в New Beetle использовался раздельный дальний и ближний свет (лампы и там, и там — H1).

### Системы безопасности
Во многих машинах применялась система ASR (а в европейских вариантах — уже комплекс систем ESP (ABS+ASR+ESP). В базовой комплектации устанавливались 4 AirBag, складывающаяся при ударе рулевая колонка и крепления IsoFix.

### Комфорт
Подавляющее большинство Beetle имело заводской подлокотник, штатную сигнализацию. Европейские машины могли оснащаться одним из двух пакетов адаптации под условия эксплуатации: первый пакет «Зима 1» включал в себя подвеску плохих дорог и обогрев зеркал, а во втором пакете добавлялись обогрев форсунок омывателя лобового стекла и обогрев передних сидений.

### Аудио
Базовое оснащение — кассетная магнитола Blaupunkt, Philips или VDO модели Beta и 6 динамиков: два твитера 19 мм с фильтрующими конденсаторами в обшивках передних стоек, два мидбасовых динамика 160 мм с фильтрующей катушкой с сердечником в передних дверях и широкополосные 160 мм с двойным конусом — в задних обшивках. Опционально ставился фирменный чейнджер (проводка под него была практически во всех автомобилях) на 6 CD. Многие версии 1.8Т шли с топовой заводской системой Monsoon — кассетная магнитола, 6 CD чейнджер, штатный усилитель, а также количество динамиков выросло до 8: твитеры переместились в торпедо и дополнились 8 см среднечастотниками. Примерно с 2004 года машины стали оснащаться головными устройствами с CD.

### Volkswagen New Beetle RSi
Модель RSi выпускалась с 2001 по 2003 годы.

### Рестайлинг
В 2006 году модель подвергли рестайлингу. На крыльях появились четко очерченные вокруг колесных арок радиальные ребра, обновилась оптика, передний и задний бамперы. Были внесены изменения в интерьер, добавилось современное базовое и дополнительное оборудование, чтобы модель больше соответствовала уровню середины 2000-х. Однако силовые агрегаты остались практически без изменений - двигатели TFSI и роботы DSG появятся только на следующем поколении.
В 2011 году на Автосалоне в Шанхае, а немного позднее и в Нью-Йорке было представлено новое поколение Beetle. Модель переехала на платформу PQ35, и по сравнению со своим предшественником стала на 8 см шире, 15 см длиннее и получила более сглаженный силуэт крыши, благодаря чему стало больше места для задних пассажиров, а также было больше стилистических отсылок к легендарному предшественнику.
Представители компании Volkswagen Group заявили, что автомобили Volkswagen Beetle третьего поколения будут доступны в трёх комплектациях — Beetle, Design и Sport, которые будут отличаться не только в деталях, но и списками опций. Базовая комплектация включает ESP и шесть подушек безопасности. Новинка поступила в продажу в 2012 году.
10 июля 2019 года с конвейера мексиканского завода в Пуэбла сошёл последний экземпляр модели Volkswagen New Beetle. В этот день была завершена сборка специальной партии данных автомобилей, причём последнего из них было решено отправить в музей.

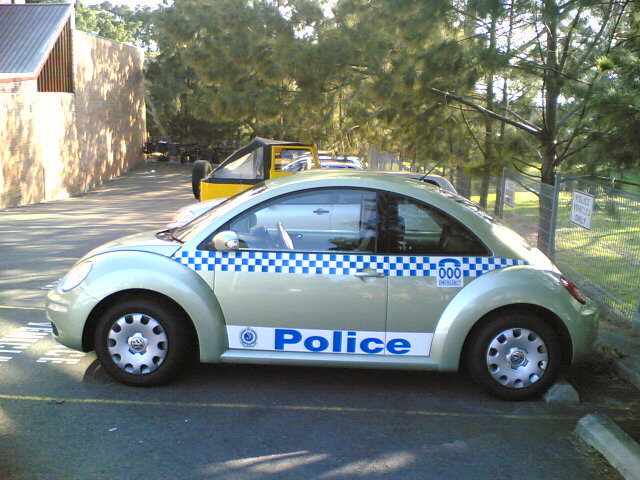
Volkswagen New Beetle полицейских штата Нового Южного Уэльса

До недавнего времени они почти повсеместно использовались в качестве такси в Мехико из-за их дешевизны и большого распространения.

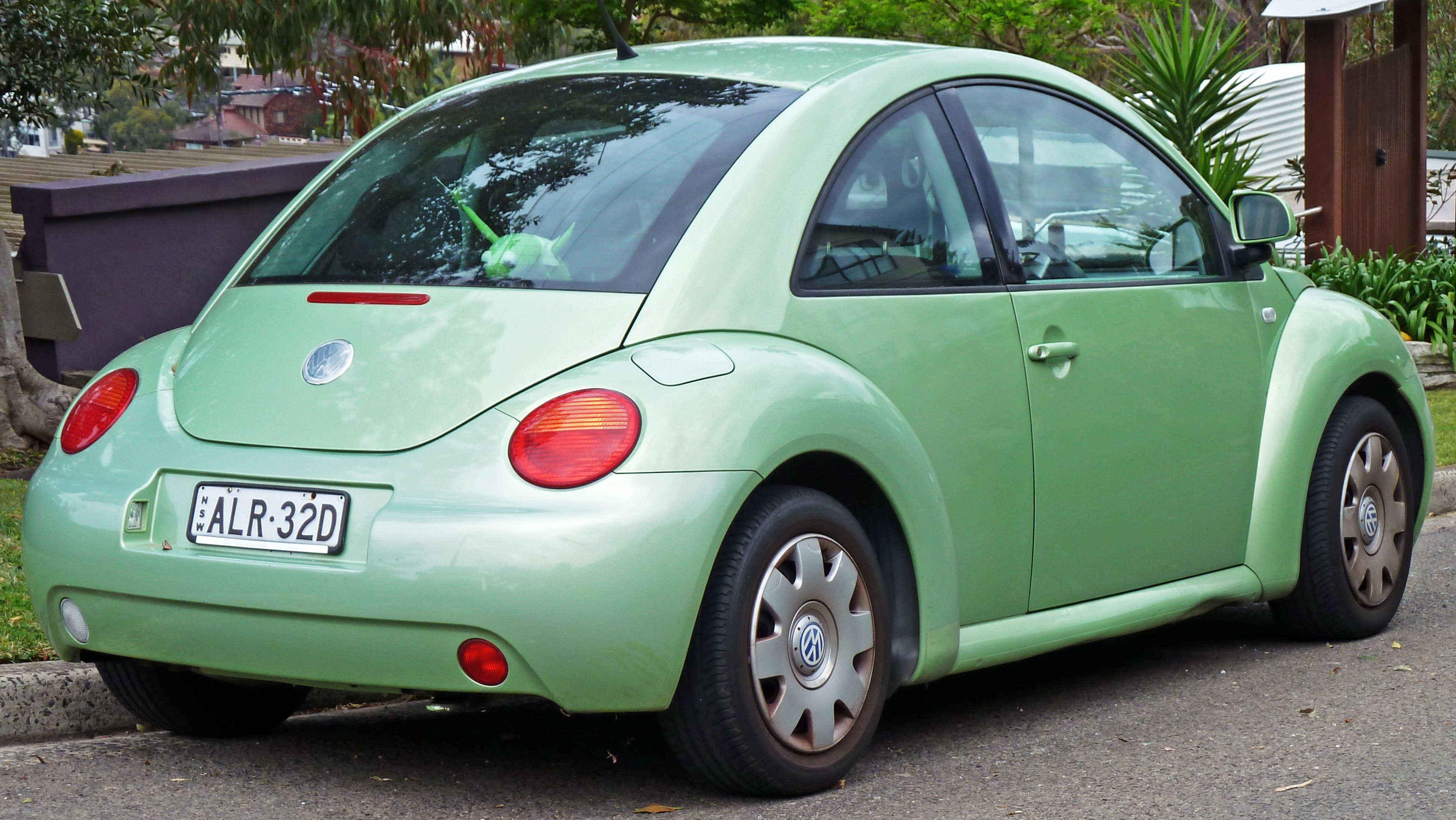
Вид сзади
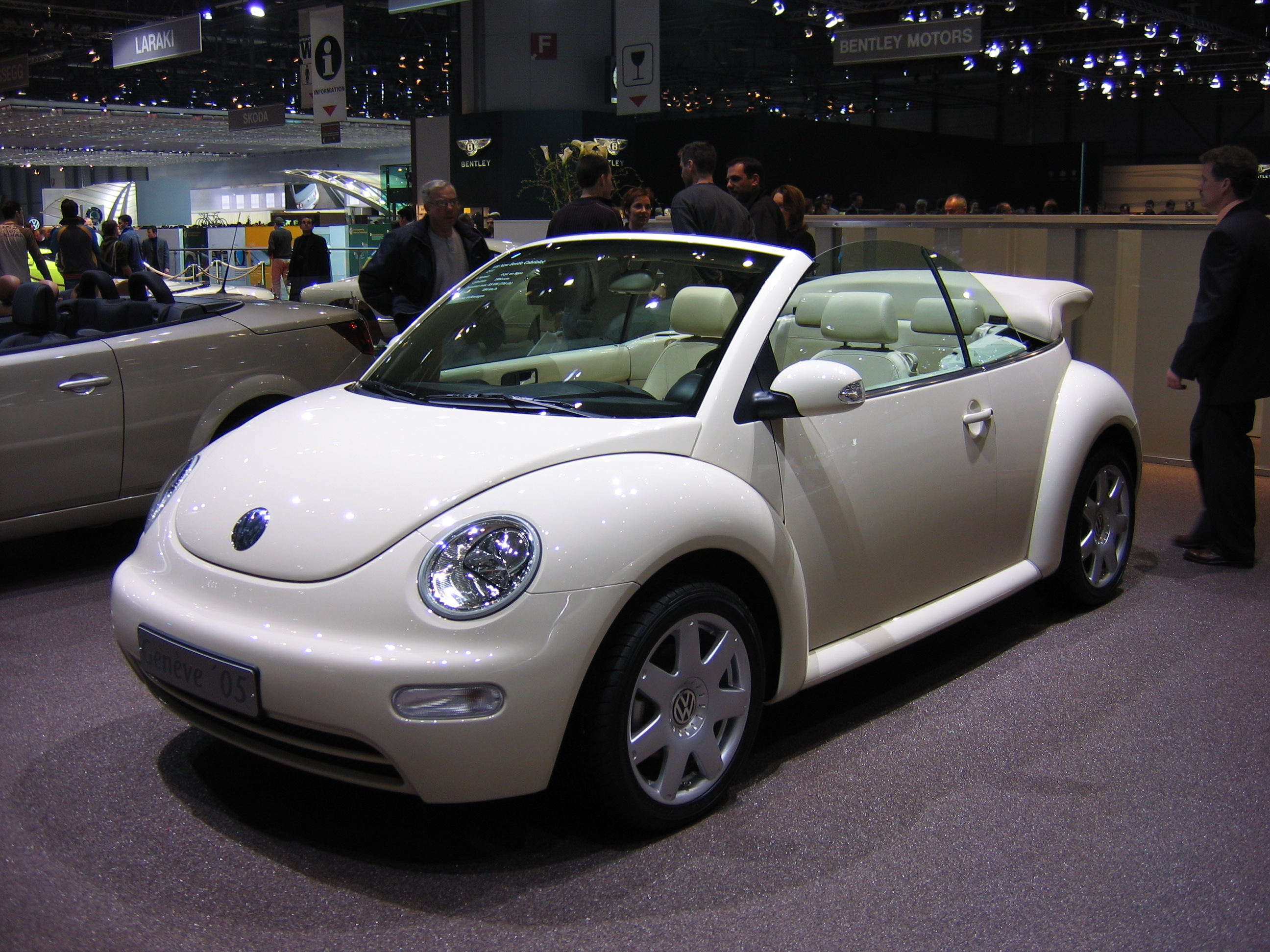
Кабриолет